# Holopneustes
Genre
Holopneustes est un genre d'oursins (échinodermes) de la famille des Temnopleuridae, que l'on trouve en Australie et en Nouvelle-Zélande.

## Description et caractéristiques
Ce sont des oursins réguliers, de forme sphérique, avec la bouche située au centre de la face inférieure (« face orale ») et l'anus à l'opposé (face dite « aborale »), au sein de l'« appareil apical » situé au sommet de la coquille (appelée « test »).
Le test est presque parfaitement sphérique, aussi haut que large.

Le disque apical est dicyclique, avec les gonopores situés sur le bord des plaques génitales. Les plaques périproctales sont petites et indifférenciées ; le périprocte est subcirculaire et sans plaques suranales. 

Les ambulacres sont aussi larges que les interambulacres. Les plaques ambulacraires sont trigéminées. les paires de pores sont arrangées en deux colonnes verticales formant une large bande adradiale, avec des paires de pores disposées irrégulièrement entre les deux. Il se trouve un tubercule primaire toutes les deux ou trois triades, et d'autres tubercules sont présents dans la zone porifère. Les tubercules ambulacraires sont irrégulièrement développés toutes les deux ou trois plaques.

Les plaques interambulacraires sont larges, et portent de petots tubercules formant des séries verticales et horizontales (jusqu'à 6 à l'ambitus).
 
Les tubercules primaires sont imperforés et non crénulés.

La tuberculation étant clairsemée, les plaques apparaissent presque nues, surtout aux interradius, mais il n'y a pas de zones nues bien définies sur les interambulacres adapicaux.

On note parfois des fossettes aux sutures triples.

Le péristome est petit, avec des encoches buccales très réduites.

Les radioles sont courtes et simples.

La lanterne d'Aristote est camarodonte.
Ce genre est extrêmement proche du genre voisin Amblypneustes, mais il s'en distingue par le fait qu'il porte un tubercule primaire sur chaque plaque ambulacraire. L'espèce H. inflatus est parfois nommée A. inflatus. 
L'espèce H. purpurascens est extrêmement proche de H. inflatus, et parfois confondue, cependant son test comme ses radioles sont plus massifs. 

## Liste d'espèces
Selon World Register of Marine Species (27 avril 2014) :
- Holopneustes inflatus (A. Agassiz, 1872) -- Australie (sud de la côte est, est de la côte sud, Tasmanie)
- Holopneustes porosissimus L. Agassiz in L. Agassiz & Desor, 1846 -- Australie (côte sud et sud de la côte ouest)
- Holopneustes purpurascens (A. Agassiz, 1872) -- Australie (sud de la côte est, Tasmanie)

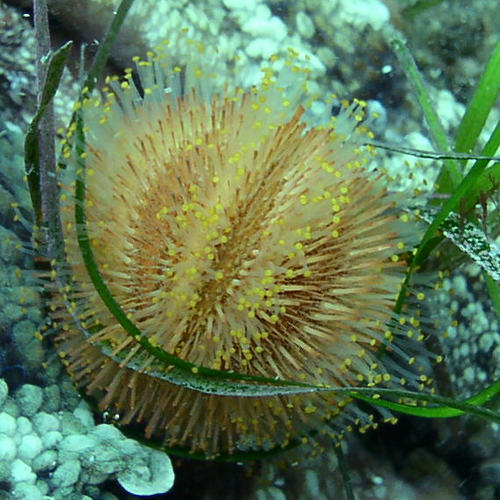
Holopneustes inflatus
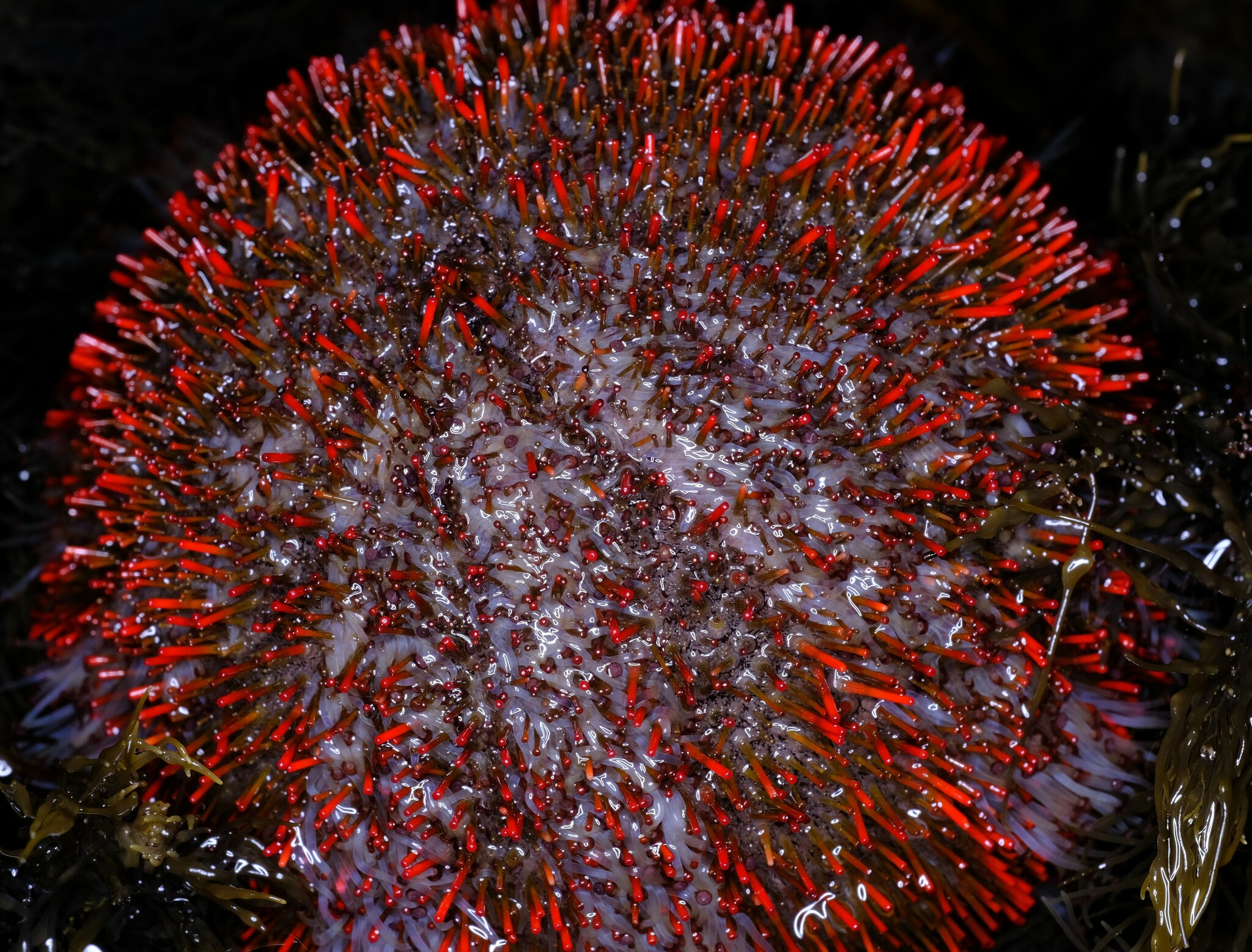
Holopneustes porosissimus
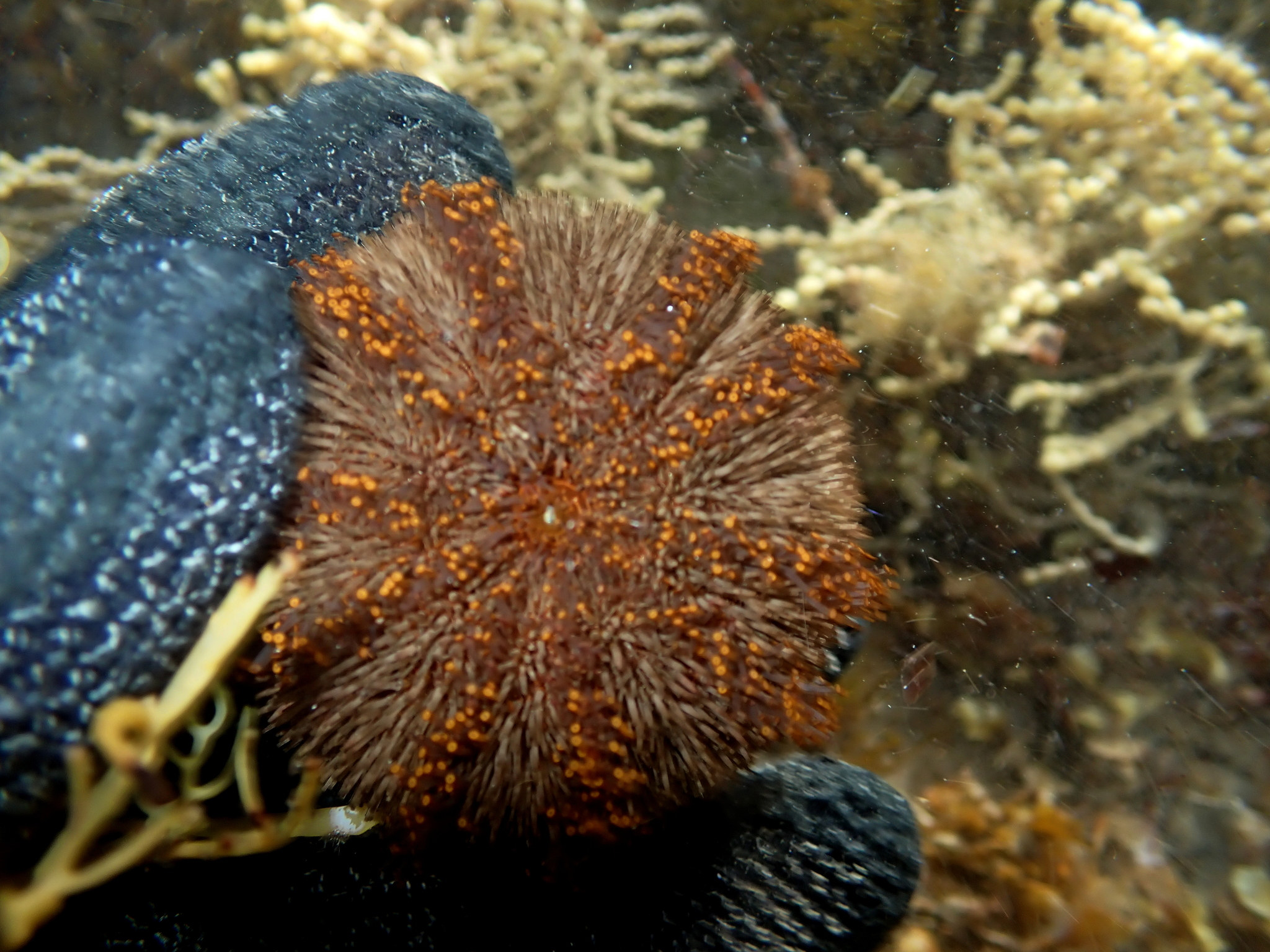
Holopneustes purpurascens

Holopneustes inflatus  (test)
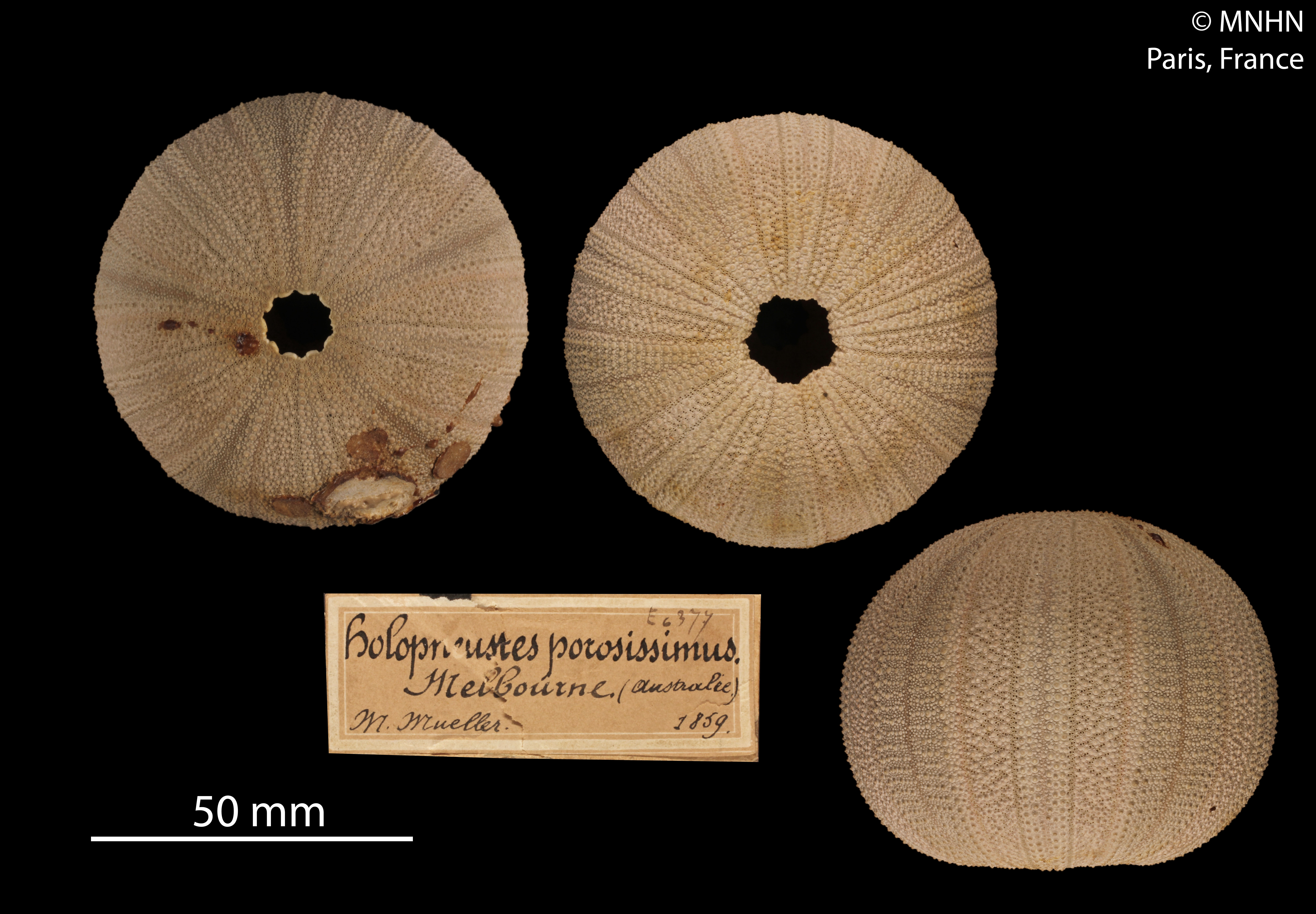
Holopneustes porosissimus (test)
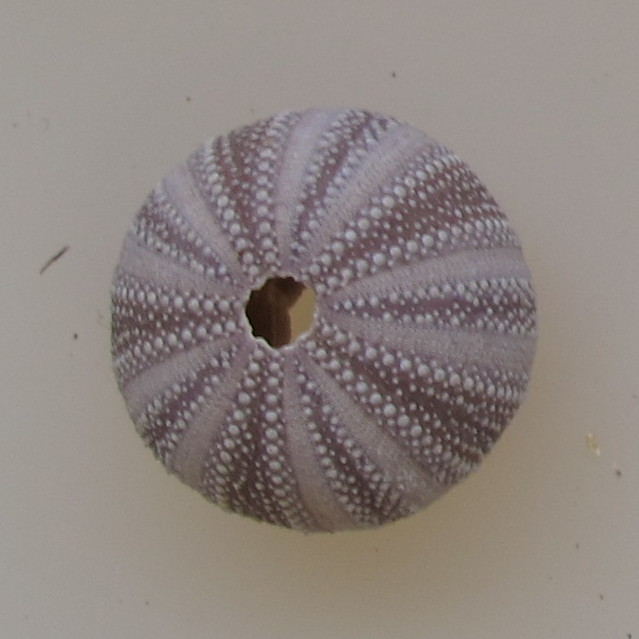
Holopneustes purpurascens (test)